# یوزفین موتسن‌باخر

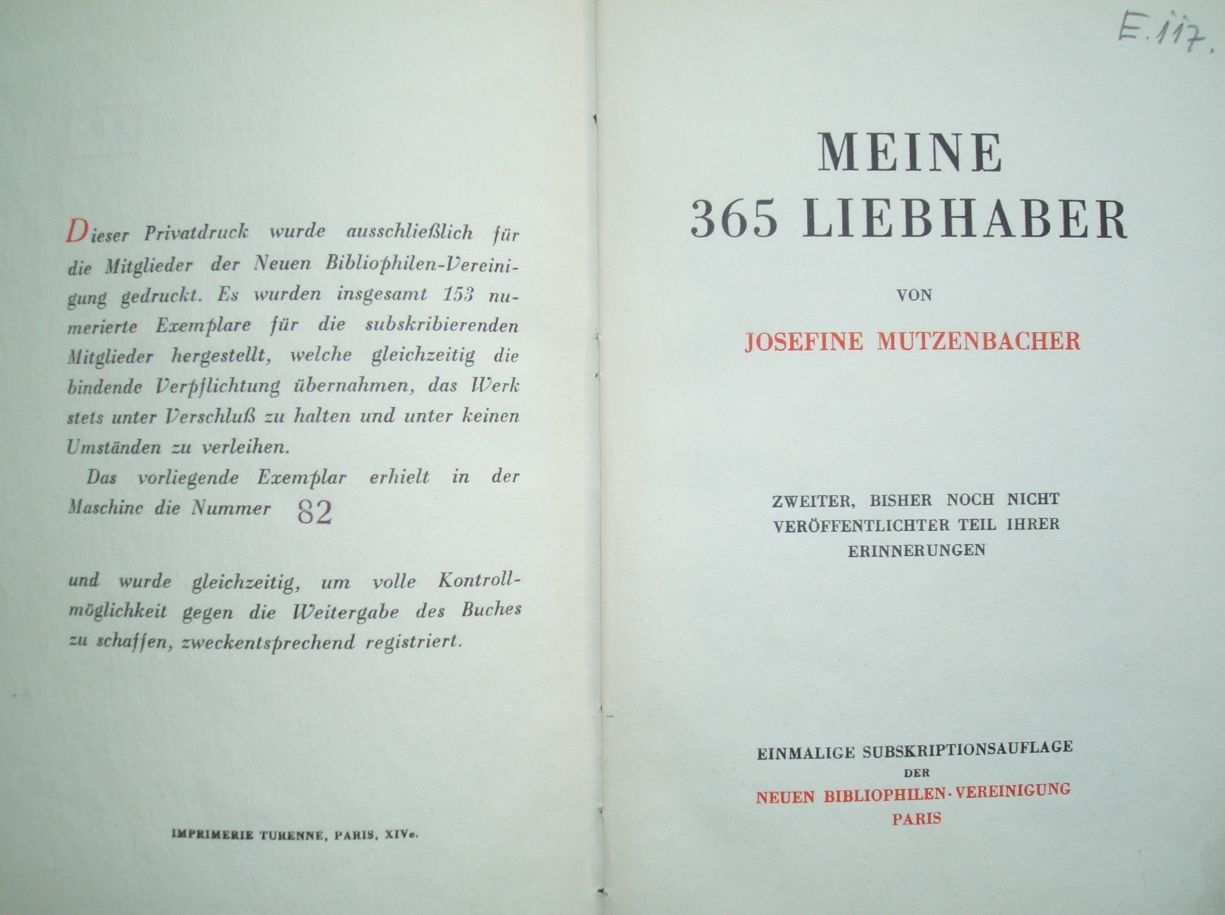
جلد ۲: سیصد و شصت و پنجمین معشوقه من، ۱۹۲۵ میلادی.

یوزفین موتسن‌باخر - داستان یک فاحشهٔ اتریشی به قلم خودش (به آلمانی: Josefine Mutzenbacher oder Die Geschichte einer Wienerischen Dirne von ihr selbst erzählt) نام یک رمان بزرگسالان بود به قلم یک فاحشهٔ اتریشی با نام مستعار یوزفین موتسن‌باخر. رمان ابتدا به صورت ناشناس در وین، پایتخت اتریش در سال ۱۹۰۶ میلادی منتشر شده‌است. این رمان در ادبیات آلمانی دارای شهرت فراوانی است. و از مهم‌ترین آثار اروتیک غرب به‌شمار می‌آید. تاکنون بیش از ۳ میلیون جلد از این کتاب خریداری شده‌است.

## رابطهٔ سکس و مذهب
در صحنه‌ای از داستان، فاحشه با کشیشی که برای اعتراف به نزد او رفته هم‌خوابه می‌شود. هم فاحشه از بار گناه سبک می‌شود و هم کشیش از فشار غریزهٔ جنسی.